# Antiga Estació del Tren Petit a Palamós
L'Antiga Estació del Tren Petit a Palamós és una obra de Girona inclosa a l'Inventari del Patrimoni Arquitectònic de Catalunya.

## Descripció
És un edifici de planta rectangular totalment simètric, d'una planta. Té una porta pel costat de la carretera a Palamós coronada amb el nom de la casa "CAN RIBAS". La resta d'obertures son d'obra vista, com les cantoneres. Les obertures són d'arc rebaixat amb façanes remolinades. Té una sanefa de ceràmica de colors ben bé a sota de la coberta.